# Barril equivalente de petróleo
El barril equivalente de petróleo (BEP) es una unidad de energía equivalente a la energía liberada durante la quema de un barril aproximadamente (42 galones estadounidenses o 158,9873 litros) de petróleo crudo. El Servicio de Impuestos Internos estadounidense lo define equivalente a 5,8 × 106 BTU.  El valor es necesariamente una aproximación, pues las diferentes calidades de petróleo tienen poderes caloríficos ligeramente distintos.
Un barril de petróleo equivale a 6,1178632 × 109 J o 1.700 Kilovatios-hora.
Si se tiene en cuenta el poder calorífico inferior en lugar del valor calorífico superior, el valor de un BEP sería de aproximadamente 5,7 GJ (véase tonelada de equivalente de petróleo).
Una BEP equivale aproximadamente a 5.800 pies cúbicos de gas natural. El Servicio Geológico de los Estados Unidos le da una equivalencia de 6.000 pies cúbicos (170 metros cúbicos) de gas natural típico.
Otro parámetro usado es el Mtep, o millones de toneladas equivalentes de petróleo, una medida métrica equivalente a aproximadamente 6,84 x 106 barriles de petróleo aproximadamente.
El BEP es utilizado por las compañías de petróleo y gas para el balance de sus estados financieros como una forma de combinar reservas de petróleo y gas natural bajo una sola medida.